# Berta Burgundska
Berta Burgundska (952., 964. ili 967. – 1010., 16. siječnja 1016., ili 1035.) bila je burgundska princeza.

## Obitelj
Bertini su roditelji bili kralj Konrad Burgundski i njegova prva žena, Matilda Francuska. 
Bila je unuka Gerberge od Saske i Berte Švapske, po kojoj je nazvana, te sestra Gerberge Burgundske i polusestra Gizele, majke kraljice Gizele.
Njezin je prvi muž bio Odo I. od Bloisa, s kojim je imala sina Oda II.
Poslije se udala za bratića, francuskog kralja Roberta II. Crkvene su vlasti njihov brak smatrale nevažećim zbog vrlo bliskog podrijetla. Njihov je brak na kraju poništen.